# ダン・タム・タップ・ルック
ダン・タム・タップ・ルック（ベトナム語：đàn tam thập lục / 彈三十六）は、ベトナムの打弦楽器である。
タム・タップ・ルックとは漢越詞（漢語由来のベトナム語語彙）で「三十六」を意味しており、その名の通り36本の金属弦が張られる。ベトナムのさまざまな伝統音楽や演劇の中で、広く用いられる。